# Хубава си, моя горо (Росица Кирилова)
„Хубава си, моя горо“ е четвъртата песен на българската певица Росица Кирилова от двадесет и първия ѝ студиен албум „25 години на сцената – Като да и не“.